# Frederick Charles Cavendish
Lord Frederick Charles Cavendish (30. listopadu 1836, Compton Place, Anglie – 6. května 1882, Dublin, Irsko) byl britský politik z významného šlechtického rodu Cavendishů. Patřil k rodině vévodů z Devonshire a za liberály byl dlouholetým členem Dolní sněmovny. Zastával nižší funkce na ministerstvu financí, jako ministr pro Irsko byl zavražděn hned po příjezdu do Dublinu. Jeho starší bratr Spencer Cavendish, 8. vévoda z Devonshire byl dlouhodobě významnou osobností britské politiky druhé poloviny 19. století.

## Kariéra
Narodil se jako druhorozený syn 7. vévody z Devonshiru na jednom z rodových sídel Compton Place v Sussexu, po matce byl spřízněn s rodem Howardů v linii hrabat z Carlisle. Jako syn vévody užíval celý život titul lorda, studoval soukromě a na univerzitě v Cambridge, poté krátce sloužil v armádě. V letech 1859–1860 procestoval USA, na zpáteční cestě navštívil Španělsko. Mezitím působil jako soukromý tajemník ministra 2. hraběte Granvilla, v letech 1865–1882 byl za stranu liberálů členem Dolní sněmovny. V letech 1872–1873 byl tajemníkem W. Gladstona, v jeho vládách pak zastával nižší funkce lorda pokladu (1873–1874) a státního podtajemníka na ministerstvu financí (1880–1882). V roce 1882 byl jmenován státním sekretářem pro Irsko a členem Tajné rady. Hned po příjezdu do Irska se stal obětí atentátu ze strany irských nacionalistů a byl zavražděn 6. května 1882 v Dublinu. Následným vyšetřováním vyšlo najevo, že cílem útoku nebyl Cavendish, ale dlouholetý státní podtajemník pro Irsko Thomas Burke (1839–1882), který byl taktéž zavražděn. Frederick Cavendish byl pohřben na rodovém sídle v Chatsworthu, pohřbu se zúčastnilo 30 000 lidí, mimo jiné také 300 poslanců Dolní sněmovny.
V roce 1864 se oženil s Lucy Lyttelton (1841–1925), dcerou 4. barona Lytteltona, jejich manželství zůstalo bez potomstva.